# Grande-Côte

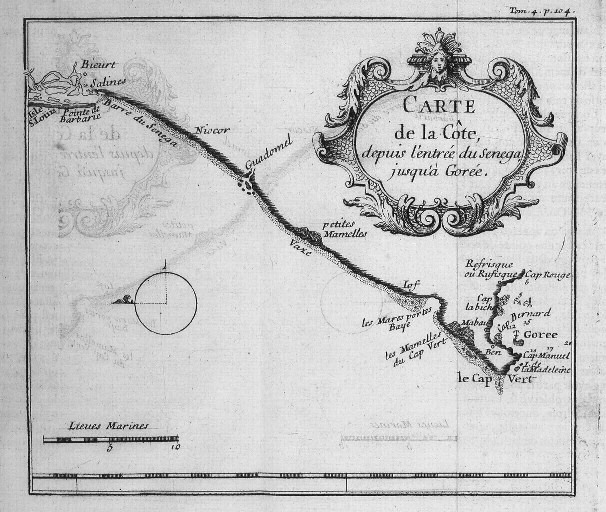
Grande Côte

Die Grande-Côte (französisch große Küste) ist der Name des Küstenabschnittes im westafrikanischen Staat Senegal, der sich von der Cap-Vert-Halbinsel nach Norden bis zur Stadt Saint-Louis erstreckt.

## Geografie

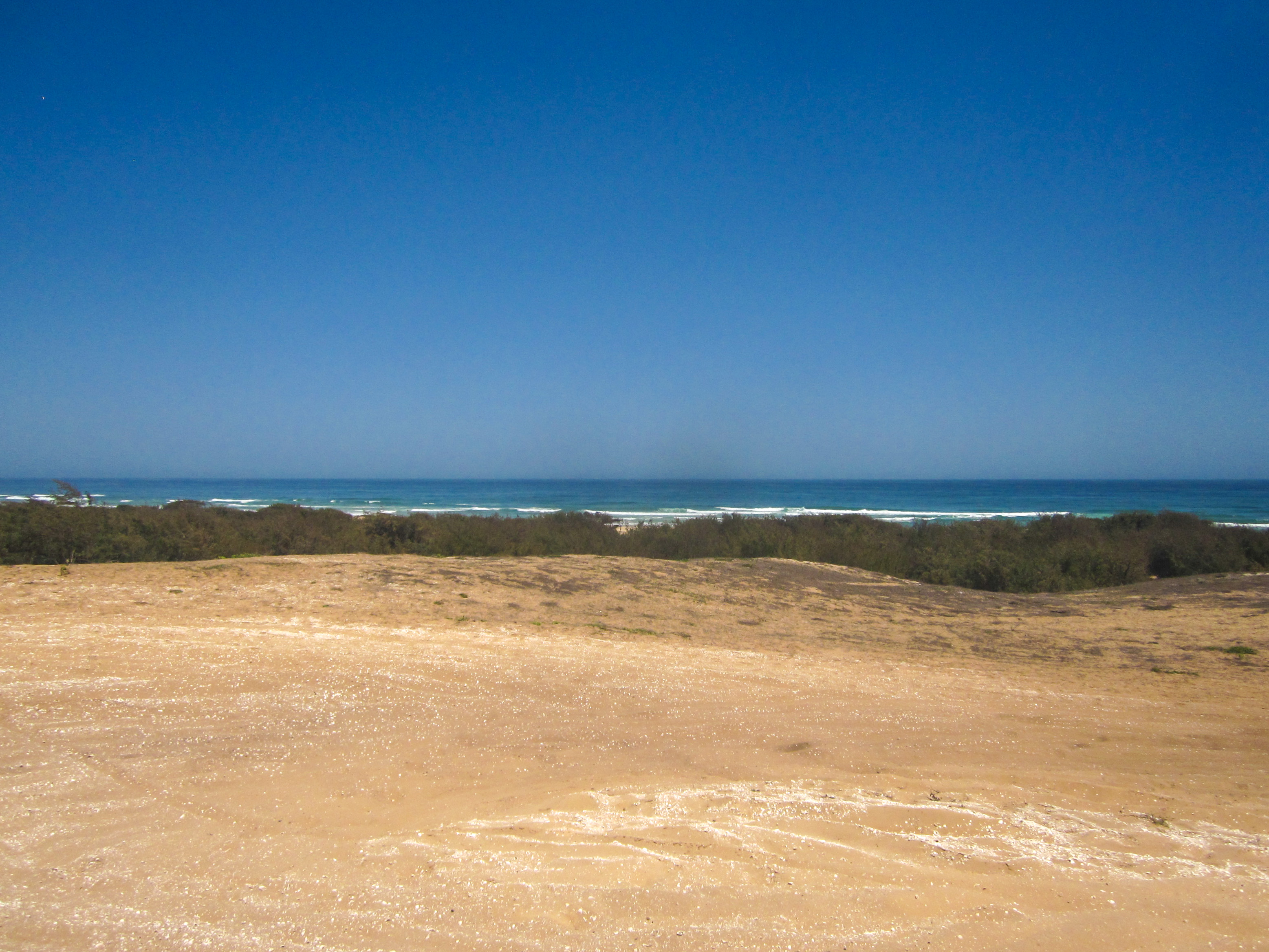
Blick von den Küstendünen der Grande-Côte Senegals über den zum Schutz gegen Winderosion aufgeforsteten Dünenstreifen auf die Brandung des Atlantiks

Die Grande-Côte erstreckt sich sehr geradlinig auf einer Länge von über 150 Kilometer und wird auf ganzer Länge begleitet von Sandstränden, von Küstendünen und unter Wasser von Sandbänken. Landseits der Küstendünen gibt es einen Streifen fruchtbarer Feuchtgebiete, die Zone des Niayes. Um den dortigen intensiven Gartenbau gegen die Winderosion der Küstendünen zu schützen, wurden ein 180 Kilometer langer und zwischen 50 und 300 Meter breiter Dünenstreifen mit den salzresistenten als Filao bekannten Bäumen (Casuarina equisetifolia) aufgeforstet. Auch der touristisch bedeutsame und für die Salzgewinnung wichtige Lac Rose soll so vor Versandung geschützt werden. Die Anlage und Erhaltung dieser Aufforstung steht im Zusammenhang mit der nordafrikanischen Initiative Afrikas Grüne Mauer im Sahel.
Vor der Küste zieht der relativ kalte und zum Baden ungemütliche Kanarenstrom Richtung Cabo Verde und von der Dünung des offenen Atlantik laufen hohe sich brechende Brandungswellen auf den Strand.
Anders als bei der Petite-Côte gibt es hier nur wenige größere Städte. Kayar und Mboro sind die Ausnahmen. Die letzte Etappe der Rallye Dakar 2004 sowie verschiedene Ausgaben des Africa Eco Race führten an dieser Küstenlinie entlang. 
Die Küstenlinie ist auch verhältnismäßig reich an Mineralien, darunter Zirkon mit bedeutenden Mengen, die vor kurzem entdeckt worden sind.